# گورستان بان طولاب
گورستان بان طولاب مربوط به عصر مفرغ تا قرون اولیه دوره اسلامی است و در شهرستان ایلام، بخش مرکزی، دهستان میش خاص، روستای طولاب واقع شده است. این اثر در تاریخ ۳۰ دی ۱۳۸۵ با شمارهٔ ثبت ۱۶۹۶۳ به عنوان یکی از آثار ملی ایران به ثبت رسیده است.